# Vârfurile
Vârfurile is een Roemeense gemeente in het district Arad.
Vârfurile telt 2996 inwoners.